# Natalya Kovtun
Natalya Nikolayevna Kovtun (née le 27 mai 1964) est une athlète russe spécialiste du 100 mètres et du 200 mètres.

## Carrière

### Palmarès
| Date | Compétition                    | Lieu     | Résultat | Épreuve               | Performance |
| ---- | ------------------------------ | -------- | -------- | --------------------- | ----------- |
| 1989 | Championnats du monde en salle | Budapest | 3e       | 200 mètres            | 23 s 28     |
| 1990 | Championnats d'Europe en salle | Glasgow  | 2e       | 200 mètres            | 23 s 01     |
| 1990 | Goodwill Games                 | Seattle  | 2e       | Relais 4 × 100 mètres | 42 s 67     |
| 1991 | Championnats du monde          | Tokyo    | 2e       | Relais 4 × 100 mètres | 42 s 20     |

### Records
| Épreuve    | Performance | Lieu    | Date         |
| ---------- | ----------- | ------- | ------------ |
| 100 mètres | 11 s 43     | Tokyo   | 26 août 1991 |
| 200 mètres | 23 s 01     | Glasgow | 4 mars 1990  |